# Europese PGA Tour 2003

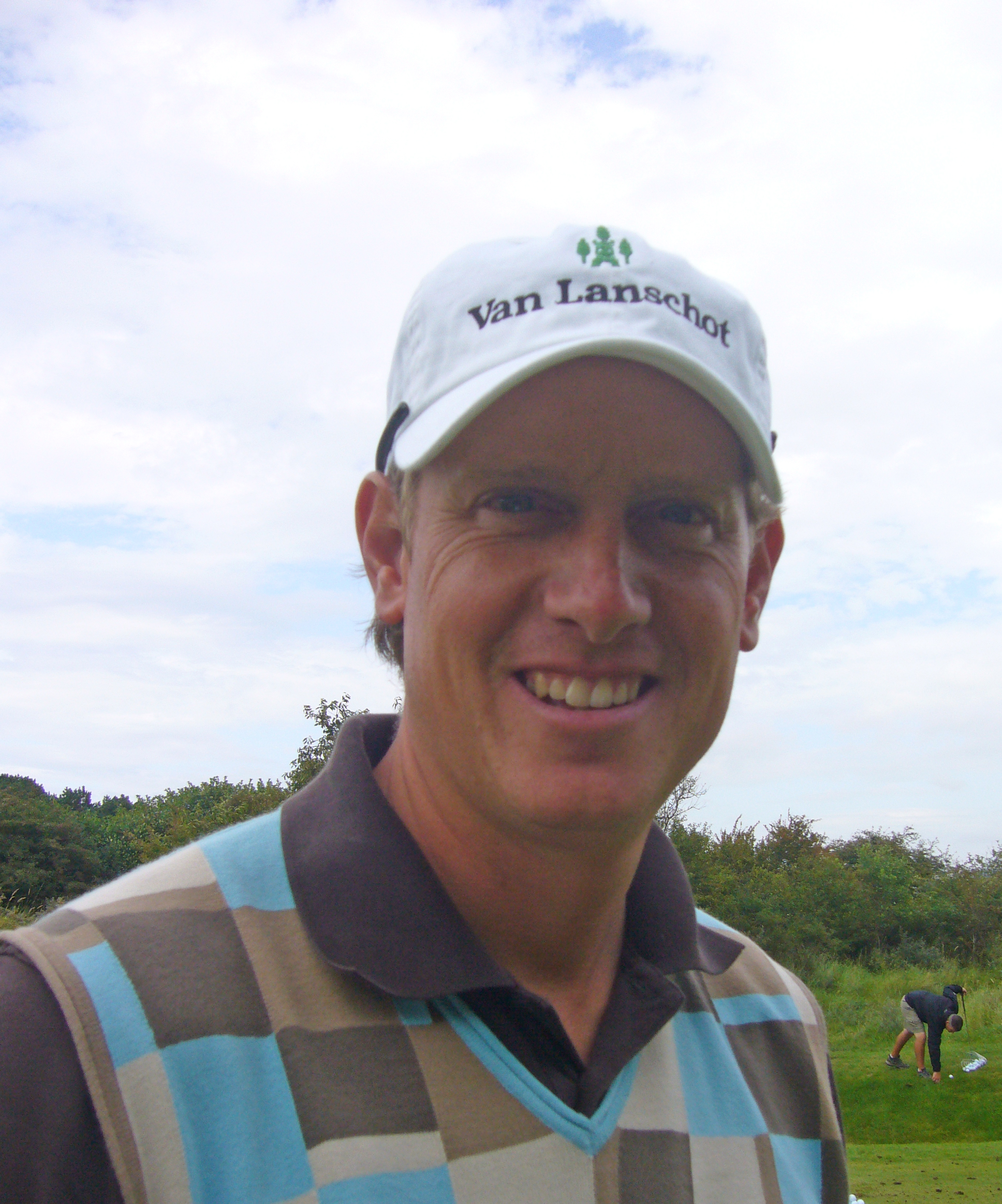
Maarten Lafeber won het KLM Open

Het 32ste seizoen van de Europese PGA Tour liep van midden november 2002 tot begin november 2003.
Op de agenda stonden 46 toernooien, inclusief vier Majors (vetgedrukt) en drie World Golf Championships, waarvan de naam met WGC begint. Deze toernooien tellen ook mee voor de Amerikaanse PGA Tour.
Voor de twee Nederlandse spelers was het een goed jaar. Robert-Jan Derksen won in maart de Dubai Desert Classic en  
Maarten Lafeber was in oktober na Joop Rühl, die  het Dutch Open in 1947 op de Eindhovensche Golf won, de eerste en nog steeds de laatste Nederlander die zijn nationale Open op zijn naam schreef.
Ernie Els begon het jaar in de Verenigde Staten. In januari won hij het Mercedes Championship op de PGA Tour met een record score van -31 en een week later won hij het Sony Open in Hawaii. Daarna won hij op de Europese Tour vijf toernooien: in februari de Heineken Classic en twee weken later de Johnnie Walker Classic in Australië, in juli het Schots Open, in september het Zwitsers Open en tot slot won hij in oktober voor de vijfde keer het WK Matchplay op Wentworth. Hij speelde alle vier Majors, en eindigde drie keer in de top-6.

## Schema
| Data  | Data  | Toernooi                               | Baan                                       | Land        | Winnaar                    |
| ----- | ----- | -------------------------------------- | ------------------------------------------ | ----------- | -------------------------- |
| 21-11 | 24-11 | BMW Asian Open                         | Westin Resort Ta Shee G&CC                 | Taiwan      | Pádraig Harrington         |
| 28-11 | 01-12 | Omega Hong Kong Open                   | Hong Kong Golf Club, Fanling               | Hongkong    | Fredrik Jacobson           |
| 09-01 | 12-01 | South African Airways Open             | Erinvale Golf Club, Kaapstad               | Zuid-Afrika | Trevor Immelman            |
| 16-01 | 19-01 | Dunhill Championship                   | Houghton Golf Club, Johannesburg           | Zuid-Afrika | Mark Foster                |
| 23-01 | 26-01 | Caltex Masters                         | Laguna National G&CC, Tampines             | Singapore   | Lian-wei Zhang             |
| 30-01 | 02-02 | Heineken Classic                       | Royal Melbourne Golf Club                  | Australië   | Ernie Els                  |
| 06-02 | 09-02 | ANZ Championship                       | New South Wales Golf Club                  | Australië   | Paul Casey                 |
| 13-02 | 16-02 | Johnnie Walker Classic                 | Lake Karrinyup CC, Perth                   | Australië   | Ernie Els                  |
| 20-02 | 23-02 | Carlsberg Malaysian Open               | The Mines Resort & GC, Kuala Lumpur        | Maleisië    | Arjun Atwal                |
| 26-02 | 02-03 | WGC - Accenture Match Play             | La Costa Resort & Spa, Carlsbad            | Amerika     | Tiger Woods                |
| 06-03 | 09-03 | Dubai Desert Classic                   | Emirates Golf Club, Dubai                  | UAE         | Robert-Jan Derksen         |
| 13-03 | 16-03 | Qatar Masters                          | Doha Golf Club                             | Qatar       | Darren Fichardt            |
| 20-03 | 23-03 | Madeira Island Open                    | Santo da Serra Golf Club                   | Portugal    | Bradley Dredge             |
| 10-04 | 13-04 | The Masters Tournament                 | Augusta National Golf Club                 | Amerika     | Mike Weir                  |
| 17-04 | 20-04 | Algarve Open de Portugal               | Vale do Lobo, Algarve                      | Portugal    | Fredrik Jacobson           |
| 24-04 | 27-04 | Canarias Open de España                | Golf Costa Adeje, Tenerife                 | Spanje      | Kenneth Ferrie             |
| 01-05 | 03-05 | Italian Open Telecom Italia            | Garda Golf & Country Club                  | Italië      | Mathias Grönberg           |
| 08-05 | 11-05 | Benson & Hedges International Open     | The Belfry Golf Club                       | Engeland    | Paul Casey                 |
| 15-05 | 18-05 | Deutsche Bank - SAP Open TPC of Europe | Gut Kaden GC, Hamburg                      | Duitsland   | Pádraig Harrington         |
| 22-05 | 25-05 | Volvo PGA Championship                 | The Wentworth Club                         | Engeland    | Ignacio Garrido            |
| 29-05 | 01-06 | Celtic Manor Resort Wales Open         | Celtic Manor Resort                        | Wales       | Ian Poulter                |
| 05-06 | 08-06 | Daily Telegraph Damovo British Masters | Forest of Arden Hotel & CC                 | Engeland    | Greg Owen                  |
| 12-06 | 15-06 | Aa St Omer Open                        | Aa Saint-Omer Golf Club                    | Frankrijk   | Brett Rumford              |
| 12-06 | 15-06 | US Open                                | Olympia Fields CC, Matteson                | Amerika     | Jim Furyk                  |
| 19-06 | 22-06 | Diageo Championship at Gleneagles      | Gleneagles                                 | Schotland   | Søren Kjeldsen             |
| 26-06 | 29-06 | Open de France                         | Le Golf National                           | Frankrijk   | Philip Golding             |
| 03-07 | 06-07 | Smurfit European Open                  | The K Club                                 | Engeland    | Phillip Price              |
| 10-07 | 13-07 | Barclays Scottish Open                 | Loch Lomond Golf Club                      | Schotland   | Ernie Els                  |
| 17-07 | 20-07 | The Open Championship                  | Royal St George’s Golf Club                | Engeland    | Ben Curtis                 |
| 24-07 | 27-07 | Nissan Irish Open                      | Portmarnock Golf Club                      | Ierland     | Michael Campbell           |
| 31-07 | 03-08 | Scandic Carlsberg Scandinavian Masters | Barsebäck Golf & Country Club              | Zweden      | Adam Scott                 |
| 07-08 | 10-08 | Nordic Open                            | Simon’s Golf Club                          | Denemarken  | Ian Poulter                |
| 14-08 | 17-08 | BMW Russian Open                       | Le Méridien Moscou Country Club            | Rusland     | Marcus Fraser              |
| 14-08 | 17-08 | PGA Championship                       |                                            | Amerika     | Shaun Micheel              |
| 21-08 | 24-08 | WGC - Bridgestone Invitational         | Firestone Country Club                     | Amerika     | Darren Clarke              |
| 28-08 | 31-08 | BMW International Open                 | Golfclub München Eichenried                | Duitsland   | Lee Westwood               |
| 04-09 | 07-09 | Omega European Masters                 | Golf Club Crans-sur-Sierre                 | Zwitserland | Ernie Els                  |
| 11-09 | 14-09 | Trophée Lancôme                        | Golf de Saint-Nom-la-Bretèche              | Frankrijk   | Retief Goosen              |
| 18-09 | 21-09 | Linde German Masters                   | Golf Club Gut Lärchenhof                   | Duitsland   | K.J. Choi                  |
| 25-09 | 28-09 | Dunhill Links Championship             | St Andrews Links, Carnoustie en Kingsbarns | Schotland   | Lee Westwood               |
| 02-10 | 05-10 | WGC - American Express Championship    | Capital City Club. Atlanta                 | Amerika     | Tiger Woods                |
| 09-10 | 12-10 | KLM Open                               | Hilversumsche Golf Club                    | Nederland   | Maarten Lafeber            |
| 16-10 | 19-10 | HSBC World Match Play Championship     | The Wentworth Club                         | Engeland    | Ernie Els                  |
| 16-10 | 19-10 | Mallorca Classic                       | Pula Golf Club                             | Spanje      | Miguel Ángel Jiménez       |
| 23-10 | 26-10 | Telefonica Open de Madrid              | Club de Campo Villa de Madrid              | Spanje      | Ricardo González           |
| 30-10 | 02-11 | Volvo Masters Andalucia                | Valderrama Golf Club                       | Spanje      | Fredrik Jacobson po        |
| 06-11 | 09-11 | Seve Trophy                            | Paradores                                  | Spanje      | Groot-Brittannië & Ierland |

## Order of Merit
| Rang | Speler             | Prijzengeld (€) |
| ---- | ------------------ | --------------- |
| 1    | Ernie Els          | 2.975.374       |
| 2    | Darren Clarke      | 2.210.051       |
| 3    | Pádraig Harrington | 1.555.623       |
| 4    | Fredrik Jacobson   | 1.521.303       |
| 5    | Ian Poulter        | 1.500.855       |
| 6    | Paul Casey         | 1.360.456       |
| 7    | Lee Westwood       | 1.330.713       |
| 8    | Thomas Bjørn       | 1.327.148       |
| 9    | Brian Davis        | 1.245.513       |
| 10   | Phillip Price      | 1.234.018       |

1972 ·
1973 ·
1974 ·
1975 ·
1976 ·
1977 ·
1978 ·
1979 ·
1980 ·
1981 ·
1982 ·
1983 ·
1984 ·
1985 ·
1986 ·
1987 ·
1988 ·
1989 ·
1990 ·
1991 ·
1992 ·
1993 ·
1994 ·
1995 ·
1996 ·
1997 ·
1998 ·
1999 ·
2000 ·
2001 ·
2002 ·
2003 ·
2004 ·
2005 ·
2006 ·
2007 ·
2008 ·
2009 ·
2010 ·
2011 ·
2012 ·
2013 ·
2014 ·
2015 ·
2016